# Les yeux ne servent pas qu'à voir
Les yeux ne servent pas qu'à voir (titre original : Eyes Do More Than See) est une nouvelle de science-fiction d'Isaac Asimov, parue pour la première fois en avril 1965 dans le magazine The Magazine of Fantasy & Science Fiction. La nouvelle est de tonalité tragique et contraste avec l'optimisme habituel d'Asimov.

## Publications

### Publications aux États-Unis
La nouvelle est parue pour la première fois en avril 1965 dans le magazine The Magazine of Fantasy & Science Fiction. 

### Publications en France
La nouvelle a été publiée en langue française dans les recueils de nouvelles Jusqu'à la quatrième génération (1979) et Le Robot qui rêvait (1988).

## Histoire éditoriale
Asimov écrivit cette nouvelle dans le cadre d'un appel du magazine Playboy, à partir du sujet imposé : la photographie d'une tête de glaise sans oreilles. Playboy ayant refusé le texte, Asimov le proposa alors au Magazine of Fantasy and Science Fiction qui le publia en avril 1965.

## Résumé
Dans un futur indiciblement lointain, des êtres d'énergie flottent, immortels, entre les étoiles. Jadis humains, ils ont choisi une existence parfaite mais stérile. Leur vie glisse vers l'ennui car après des centaines de milliards d'années d'existence, ils ont tout fait et tout pensé. C'est alors qu'Ames a une idée : il va sculpter la matière. Malgré les réticences de son amie Brock, qui trouve cela vulgaire, il tire du néant une tête humaine - un lointain souvenir de ce qu'il était jadis.
À mesure que l'œuvre progresse, Ames retrouve la mémoire et s'excite, mais Brock aussi et une angoisse terrible la saisit. Lorsqu'Ames lui en demande la raison, Brock s'écrie que cela lui rappelle le temps où elle était femme, où elle aimait et pleurait - car « les yeux ne servent pas qu'à voir » (d'où le titre).
Torturée par le chagrin, Brock parachève le travail d'Ames en y ajoutant des larmes. Horrifié, Ames détruit son œuvre et tous deux s'enfuient, à jamais condamnés à pleurer leurs corps perdus, par l'entremise de la tête brisée.